# Nostalgia (浅野真澄のアルバム)
nostalgia（のすたるじあ）は、声優の浅野真澄が出した1stミニアルバムである。品番はKICA-613。

## 解説
- 全曲の作詞を浅野真澄本人、作編曲を大川茂伸が担当。

## 収録曲
1. 遠い夏
2. 砂粒
3. ホウセンカ
4. メリーゴーランド
5. minority
6. 君といた頃